# Linda Fiorentino
Linda Fiorentino, właściwie Clorinda Fiorentino (ur. 9 marca 1958 w Filadelfii) – amerykańska aktorka filmowa i telewizyjna, fotograf i scenarzystka.

## Życiorys
Urodziła się i dorastała w Filadelfii w Pensylwanii we włosko-amerykańskiej rodzinie katolickiej jako trzecie z ośmiorga dzieci Clorindy (z domu Bianculli) i Salvatore’a Fiorentino. Dorastała później w części Turnersville w hrabstwie Gloucester w New Jersey. W 1976 ukończyła Washington Township High School w Sewell w New Jersey. W 1980 ukończyła Rosemont College. W 1987 studiowała fotografię na International Center of Photography w Nowym Jorku. 
W 1985 zadebiutowała na kinowym ekranie w roli Carli w melodramacie sportowym Harolda Beckera Zwariowałem dla ciebie (Vision Quest) z Matthew Modine, a rola ta przyniosła jej rozgłos. Wystąpiła potem w czarnej komedii Po godzinach (1985), komedii sensacyjnej Mam cię! (1985), dramacie Moderniści (1988) oraz komedii sensacyjnej Faceci w czerni (1997). Podwójna rola jako Bridget Gregory i Wendy Kroy w melodramacie kryminalnym Fatalny romans (1994) przyniosła jej Independent Spirit Awards i nominację do Nagrody Brytyjskiej Akademii Filmowej dla najlepszej aktorki pierwszoplanowej.
Do 1993 roku była żoną reżysera i pisarza, Johna Byruma. Małżeństwo zakończyło się rozwodem.

## Wybrane filmy
- 1985: Zwariowałem dla ciebie jako Carla
- 1985: Po godzinach jako Kiki Bridges
- 1985: Mam cię! jako Sasha Banicek
- 1985: Nowa seria Alfred Hitchcock przedstawia jako Betsy Van Kennon
- 1988: Moderniści jako Rachel Stone
- 1992: Fixing the Shadow - W pogoni za cieniem jako Renee Jason
- 1994: Fatalny romans jako Bridget Gregory/Wendy Kroy
- 1995: Jade jako Trina Gavin
- 1996: Pięć ton i on jako Terry Bonura
- 1997: Faceci w czerni jako Laurel Weaver
- 1998: Wyliczanka jako Natalie
- 1999: Dogma jako Bethany Sloane
- 2000: Przyzwoity przestępca jako Christine Lynch
- 2000: Z księżyca spadłeś? jako Helen Gordon
- 2002: W zasięgu strzału jako Liberty Wallace